# 蘭喬蒂黑馬保留地 (加利福尼亞州)
蘭喬蒂黑馬保留地（英語：Rancho Tehama Reserve）是位於美國加利福尼亞州蒂黑馬縣的一個人口普查指定地區。

## 地理
蘭喬蒂黑馬保留地的座標為40°00′29″N 122°25′33″W / 40.00806°N 122.42583°W，而該地最高點為海拔高度160米（即525英尺）。

## 人口
根據2010年美國人口普查的數據，蘭喬蒂黑馬保留地的面積為30.345平方千米，當中陸地面積為30.144平方千米，而水域面積為0.201平方千米。當地共有人口1485人，而人口密度為每平方千米48人。